# Randy Kim
Randy Kim (nacido el 25 de marzo de 1975) es un kickboxer de Corea del Sur, mide 195 cm de altura y pesa 110 kg. En el año 2006 se hizo luchador profesional participando en eventos de K-1 debutando ante Musashi que llegaba con un récord de 43 victorias, 25 derrotas, 1 no disputado y 5 empates. Su mayor logro es haber llegado a ser finalista en el K-1 World Grand Prix 2008 celebrado en Hawái donde fue derrotato por Gökhan Saki.

## Récord en K-1
| Resultado | Record | Oponente            | Método   | Evento                                      | Fecha                    | Asalto | Tiempo | Lugar               | Notas                                   |
| --------- | ------ | ------------------- | -------- | ------------------------------------------- | ------------------------ | ------ | ------ | ------------------- | --------------------------------------- |
| Victoria  | 3-5    | Yong-Soo Park       | KO       | K-1 World Grand Prix 2008 Final Elimination | 27 de septiembre de 2008 | 2      | 1:11   | Seúl, Corea del Sur |                                         |
| Derrota   | 2-5    | Gökhan Saki         | KO       | K-1 World Grand Prix 2008 in Hawaii         | 9 de agosto de 2008      | 2      | 1:39   | Honolulu, Hawái     | [ 1 ] [ 2 ] [ 3 ] [ 4 ]                 |
| Victoria  | 2-4    | Wesley Correira     | KO       | K-1 World Grand Prix 2008 in Hawaii         | 9 de agosto de 2008      | 2      | 1:00   | Honolulu, Hawái     | [ 5 ]                                   |
| Victoria  | 1-4    | Vilitonu Fonokalafi | KO       | K-1 World Grand Prix 2008 in Hawaii         | 9 de agosto de 2008      | 1      | 1:13   | Honolulu, Hawái     | [ 6 ]                                   |
| Derrota   | 0-4    | Kim Min-Soo         | Decisión | K-1 World Grand Prix 2007 in Seoul          | 29 de septiembre de 2007 | 3      | 3:00   | Seúl, Corea del Sur | Puntuaciones: 3-0 (30-29, 30-28, 30-29) |
| Derrota   | 0-3    | Qiang Wang          | KO       | K-1 World Grand Prix 2007 in Hongkong       | 5 de agosto de 2007      | 2      | 1:32   | Hong Kong           |                                         |
| Derrota   | 0-2    | Junichi Sawayashiki | KO       | K-1 World Grand Prix 2007 in Hawaii         | 28 de abril de 2007      | 2      | 2:52   | Honolulu, Hawái     |                                         |
| Derrota   | 0-1    | Musashi             | KO       | K-1 Premium 2006 Dynamite!!                 | 31 de diciembre de 2006  | 3      | 0:33   | Osaka, Japón        | [ 7 ]                                   |